# Лоймаа
Ло́ймаа (фін. Loimaa)  — місто і комуна в провінції Південно-західна Фінляндія в губернії Західна Фінляндія.

## Географія
Розташований в південно-західної частині Фінляндії, за 65 км на північний схід від Турку.
Через місто тече річка Лоймійокі, приток, що впадає в Ботнічну затоку.
Населення 16 662 осіб (2014 року), площа  — 851,93 км², водяне дзеркало  — 3,96 км², щільність населення  — 19,65 осіб/км².

## Історія
Перше писемне джерело де згадується Лоймаа датоване 1439 р.
У 1969 Лоймаа отримала статус міста.

## Міста-побратими
- Мосфельсбаїр Ісландія
- Шієн Норвегія
- Стара Русса Росія
- Йихві Естонія
- Фроґн Норвегія